# Albert Paris Gütersloh

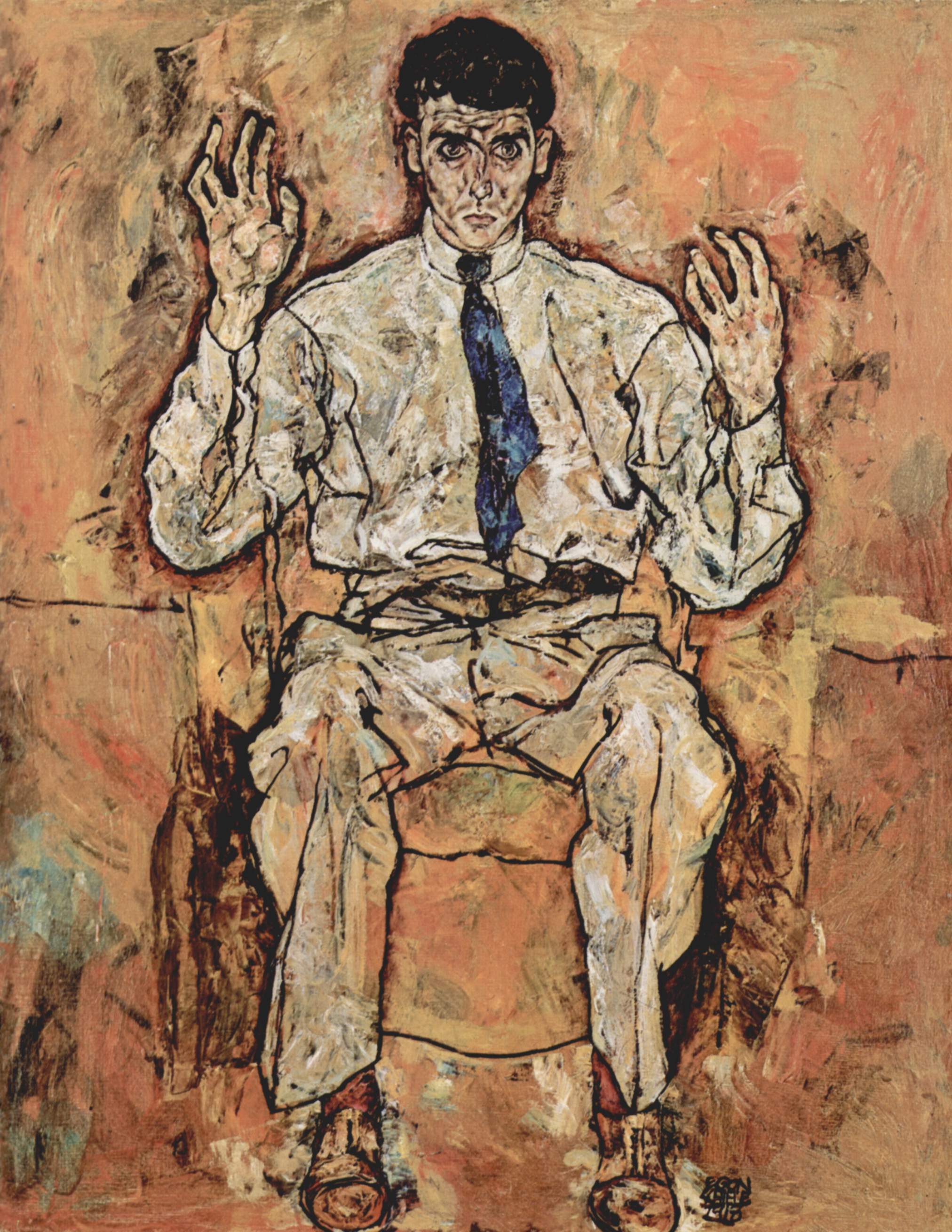
Egon Schiele: Portret Alberta Parisa von Gütersloh, 1918

Albert Paris Gütersloh, właśc. Albert Conrad Kiehtreiber (ur. 5 lutego 1887 w Wiedniu, zm. 16 maja 1973 w Baden) – austriacki pisarz i malarz. Uważany za duchowego ojca wiedeńskiej szkoły realizmu fantastycznego (niem. Wiener Schule des Phantastischen Realismus). Współtworzył Hagenbund. W 1967 otrzymał Austriacki Krzyż Honorowy Nauki i Sztuki.

## Twórczość literacka
Eseje
- 1911: Egon Schiele
- 1926: Bekenntnisse eines modernen Malers
- 1963: Zur Situation der modernen Kunst

Powieści
- 1911: Die tanzende Törin
- 1922: Der Lügner unter Bürgern
- 1922: Innozenz oder Sinn und Fluch der Unschuld
- 1946: Eine sagenhafte Figur
- 1962: Słońce i księżyc (Sonne und Mond)
- 1969: Die Fabel von der Freundschaft

Opowiadania
- 1921: Die Vision vom Alten und vom Neuen
- 1947: Die Fabeln vom Eros

Wiersze
- 1957: Musik zu einem Lebenslauf